# Chief Crazy Horse
Chief Crazy Horse é um filme americano de 1955 do gênero western, dirigido por George Sherman. O filme conta em estilo épico romanceado, a história de Crazy Horse, célebre guerreiro índio da tribo Lakota Sioux e que lutou contra a cavalaria dos Estados Unidos da América durante a segunda metade do século XIX.

## Sinopse
O filme começa em 1854, quando o chefe Urso Vitorioso foi morto pelos soldados da cavalaria americana. Antes de morrer ele fez a profecia de que um grande guerreiro iria surgir para liderar todas as tribos da nação sioux. O pequeno índio Cavalo Louco escutou a profecia e logo depois tem a visão de um chefe índio montado em um cavalo dourado e com a cabeça ornamentada com as penas vermelhas de um gavião.
Ao crescer, Cavalo Louco se torna um grande guerreiro. Ele tem como rival seu primo Pequeno Grande Homem. Quando Cavalo Louco consegue como esposa Chale Negro, graças à ajuda das mercadorias que lhe dá o comerciante branco Twist, Pequeno Grande Homem não se conforma e luta contra Cavalo Louco. Derrotado, ele é banido da aldeia e vai para o Forte Laramie, onde se torna um dos batedores índios da cavalaria.
No forte, Pequeno Grande Homem conta a comerciantes gananciosos que há ouro em Black Hills, a terra sagrada dos Sioux. Quando a notícia se espalha e os garimpeiros invadem as terras, os índios entram em guerra. Cavalo Louco se torna o guerreiro líder e comanda seus homens em várias batalhas contra os soldados, conforme previa a profecia.

## Elenco principal
- Victor Mature... Cavalo Louco
- Suzan Ball... Chale Negro / Pequena Corsa
- John Lund ...  Major Twist
- Ray Danton... Pequeno Grande Homem
- Keith Larsen... Falcão Voador
- Paul Guilfoyle... Verme
- David Janssen... Tenente Colin Cartwright